# Tropas Aerotransportadas da Federação da Rússia

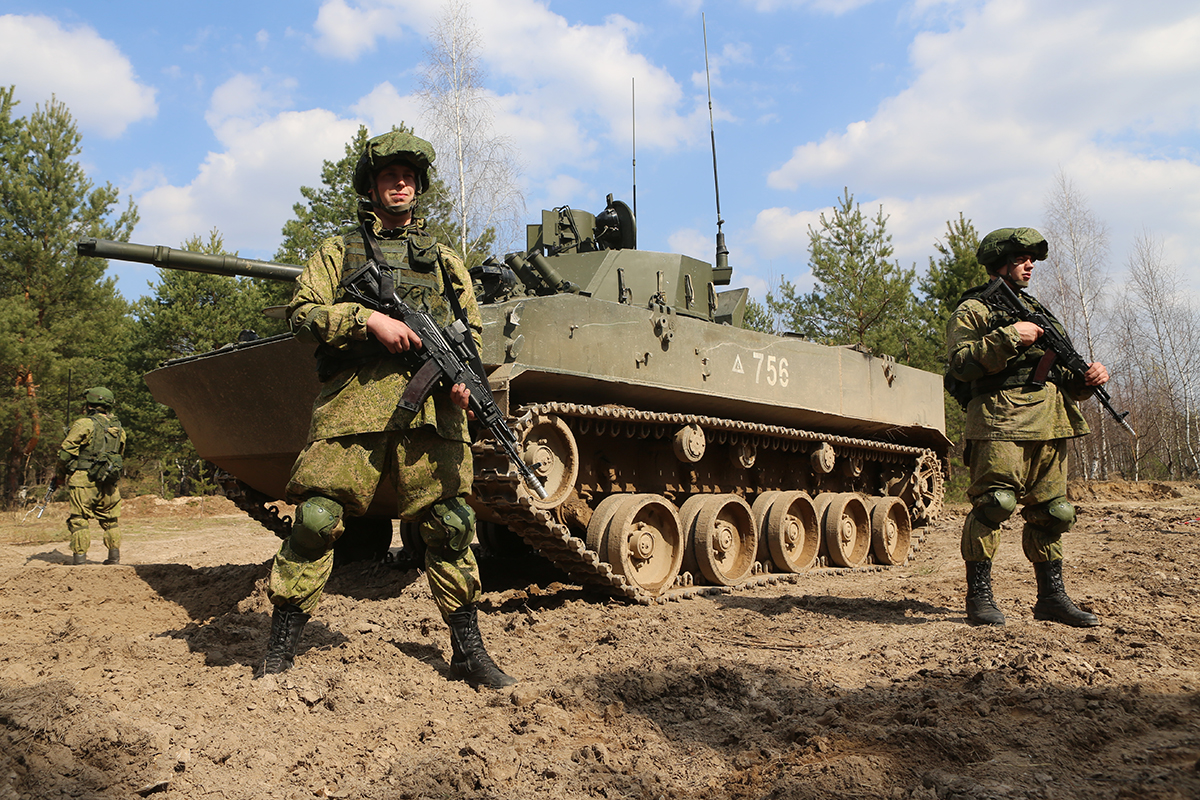
Paraquedistas do 137.º Regimento Aerotransportado da Guarda em frente a um veículo BMD-4M.

As Tropas Aerotransportadas da Federação da Rússia (em russo:  Воздушно-десантные войска России, ВДВ, transl. Vozdushno-desantnye voyska Rossii, VDV) constituem um corpo de exército paraquedistas militares de elite com status de força singular subordinada diretamente ao Comando Supremo das Forças Armadas da Federação da Rússia.
Ao contrário de outras forças de paraquedismo militar, a VDV é um braço independente das Forças Armadas da Rússia - não sendo parte do Exército ou Força Aérea - mas sob um comando próprio, e tem também uma força de infantaria mecanizada (embora tenha unidades de Infantaria leve), possuindo veículos blindado de transporte de pessoal e de combate de infantaria de uso exclusivo da VDV (BMD-1, BMD-2, BMD-3, BMD-4 e BTR-D) que tem a capacidade de serem lançados de aviões com paraquedas . A VDV tem como objetivo ser uma força altamente treinada e bem equipada de alta prontidão, que podem servir como uma força de vanguarda e realizar operações com salto de paraquedas e assaltos aéreos.
Seus membros são conhecidos como desant (russo:Десант), vindo do francês Descente. E tem como símbolos a boina azul-celeste e a Telnyashka, uma camiseta com listras horizontais brancas e azul-celeste usada sob o uniforme de combate.
Historicamente foram os primeiros paraquedistas militares que se tem notícia, cujo primeiro salto operacional data dos idos de 1929. O auge da VDV ocorreu durante a era soviética quando esta chegou a possuir oito divisões com efetivos profissionais estimados em cerca de 60.000 militares. Após o colapso soviético, muitas Organizações Militares da VDV espalhadas pelo território da então URSS foram nacionalizadas e assim as ex-repúblicas soviéticas recém-independentes passaram a constituir pequenas tropas paraquedistas subordinadas aos seus novos exércitos. A Federação da Rússia, por sua vez, herdou a maior parte das instalações, material bélico, pessoal militar, equipamentos, viaturas e aeronaves pertencentes à VDV original soviética. Coube à nova Rússia a difícil tarefa de redimensionar sua Força Aerotransportada de forma a preservar a reputação daquela que sempre esteve entre as mais confiáveis e implacáveis tropas do antigo Exército Soviético.
| “ | Onde houver um conflito que envolva os interesses da mãe Rússia, o Corpo Paraquedista de Elite Vozdushno-Desantnye (VDV) será sempre a ponta de lança em qualquer operação ofensiva. | ” |